# Российская железнодорожная миссия

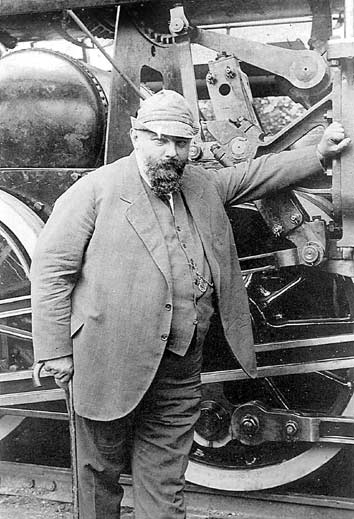
Глава миссии Юрий Ломоносов

Российская железнодорожная миссия — существовавшая в Советской России, а позже Советском Союзе организация. Была создана на основе «Наказа» Владимира Ленина от 5 ноября 1920 года в рамках заграничного паровозного заказа и отвечала за выпуск на иностранных заводах железнодорожной техники (паровозы и вагоны) и поставки её в Россию; возглавлял её инженер-железнодорожник профессор Юрий Ломоносов. 15 апреля 1923 года была ликвидирована как самостоятельная структура и преобразована в Представительство НКПС за границей. Фактически прекратила существование в 1925—1926 году.

## Предыстория
Гражданская война нанесла тяжёлый урон Российскому государству, в том числе распространилась разруха, а производство по сравнению с довоенным уровнем сократилось до 7 раз. И стоит отдельно выделить ситуацию на транспорте, который кроме гражданских перевозок теперь выполнял ещё и воинские. Причём большевикам досталась только часть транспортных средств (например, 1/5 от речного флота Российской империи), да и то часть их требовала ремонта, что в текущих условиях было сложно организовать. Особенно катастрофическим положение было на железнодорожном транспорте, выполнявшем основной объём перевозок (в том числе до 70 % воинских), при этом велика была доля неисправных паровозов и вагонов, которая на 1920 год составляла соответственно 59 и 23 % (в 1913 году — 17 и 5 %). По сравнению с довоенным уровнем, среднесуточный пробег локомотивов был значительно ниже, а объём перевозок по дорогам был в 3—4 раза меньше. Доходило до того, что для организации грузовых перевозок приходилось использовать неподходящие для этого пассажирские паровозы, из-за чего с 18 марта по 10 апреля 1919 года пассажирские перевозки в стране были отменены.
Страна нуждалась в новых паровозах, но её заводы в условиях политики «военного коммунизма» не были готовы в массовому производству. Тем временем обстановка на международной политической арене стала меняться, в том числе в 1920 году Великобритания, а за ней и остальные страны Антанты прекратили поддержку Белого движения и вывели свои войска с российской территории, таким образом сняв и экономическую блокаду с большевистского режима. Появилась возможность заказать локомотивы за рубежом, что решало вопрос о массовом производстве. У данной идеи нашлись и противники, утверждавшие, что вместо вывода капитала из страны стоит эти средства направить на развитие собственных заводов. Тем не менее, в марте 1920 года в Лондон выехала делегация во главе с Народным комиссаром внешней торговли Леонидом Красиным. Её первоначальная цель была достаточно амбициозной — заказать 5000 локомотивов. По пути в Лондон русская делегация посетила Стокгольм, где сумела заключить предварительный договор на постройку 1000 паровозов со шведской локомотивостроительной компанией Nydqvist & Holm AB (сокращённо — NOHAB), а также стали вестись переговоры с Германским паровозостроительным союзом (Локофербант) о заказе на 1000—2000 паровозов. Примечательно, что предприятие NOHAB на то время было относительно небольшим и имело штат около 400 человек, а за предыдущие 50 лет построило в общей сложности 1185 локомотивов. Также Красин вместе со своими техническими советниками посчитал, что иностранные заводы откажутся строить паровозы по российским чертежам, либо наладка производства потребует много времени, поэтому принял решение заказать машины европейской конструкции; также данное решение можно обосновывать возможностью получения опыта В частности в договоре с NOHAB указывалось, что первые 100 паровозов должны быть модели R (тип 0-5-0, сцепной вес 84,8 т), у которых лишь на 1 м² должна быть увеличена площадь колосниковой решётки; остальные должны были быть русской конструкции, но конкретно не уточнялось, либо по типу заказанных в Германии.

## Создание миссии
В Швецию был направлен известный на то время в стране инженер-железнодорожник профессор Юрий Ломоносов, который должен был осуществлять общее техническое и организационное руководство; при этом Ломоносов был снабжён широкими полномочиями. И Юрий Владимирович выступил оппонентом Леонида Борисовича, заявив, что на иностранных заводах следует заказывать именно русские паровозы, которые уже освоены российскими железнодорожниками. Тогда в Москве было проведено особое совещание, на котором председательствовал Лев Троцкий, после чего последний отправил Ломоносову инструкцию аннулировать заказ на паровозы серии R, заказав вместо них паровозы серии Э. Ломоносов благодаря своей настойчивости достаточно быстро сумел убедить шведских производителей на такое, а 21 октября 1920 года был заключён договор на постройку в Швеции 1000 локомотивов. Несмотря на оппозицию Красина, 28 октября Совет народных комиссаров одобрил этот договор.
5 ноября 1920 года был издан Наказ № 1831 за подписью Ленина, согласно которому создавалась Российская железнодорожная миссия (РЖМ), отвечающая за приобретение паровозов за границей.